# Dionisio de Alcedo Herrera
Dionisio de Alcedo Ugarte y Herrera (Madrid, Reino de Castilla, Corona de Castilla, Monarquía Hispánica, 1690 - 1777) fue historiador, geógrafo y burócrata español en América ocupó las dignidades de Presidente de la Real Audiencia de Quito y Gobernador de Panamá.

## Biografía

### Primeros años
Se conoce que tuvo origen en una familia noble de Madrid. Sus padres fueron Matías Alcedo y Herrera y Clara Teresa de Ugarte y se sabe además que tanto su padre como su madre eran propietarios de casas importantes con solares. Su esposa con quien contraería matrimonio fue la sevillana María Luisa Bejarano y que después le acompañó luego a Indias, y con la que tuvo siete hijos, de los que sobrevivieron los tres quiteños Ramón quien nació el 21 de octubre de 1733. El segundo llamado Antonio quien nació un año después y Andreados años después, en 1735. El penúltimo de ellos, Antonio de Alcedo Bejarano es un importante científico de Ecuador y heredó el interés por la geografía de Dionisio, lo que lo llevó a escribir una enciclopedia de la monarquía española.
Desarrolló una importante carrera administrativa, ocupando altos cargos en la administración de México y Perú. Fue Secretario de Cartas en el Virreinato del Perú para pasar después a Ordenador del Tribunal Mayor de Cuentas de la Ciudad de los Reyes. Fue corregidor de Junja en 1719. En 1723 es nombrado diputado del Comercio en el Perú, y es en esas fechas cuando viaja a Madrid a informar al rey del estado del comercio en América. En Madrid, Alcedo expuso al Monarca el objeto de su comisión y Felipe V dispuso que se celebrase una Junta que había de presidir el ministro José Patiño, compuesta por cuatro ministros del Consejo de Castilla, cuatro del de Indias, cuatro del de Hacienda y el propio Alcedo y Herrera, donde se discutió sobre diferentes puntos tocantes al estado de la Real Hacienda y del Comercio, adoptándose las medidas necesarias para el beneficio de los mercaderes de Indias y el incremento del Patrimonio Real. Además, una vez terminada la guerra con Inglaterra, Alcedo consiguió que se diera por bueno el ajuste hecho por el Consulado de Lima referente a los asientos de avería.  

### Presidente de la Real Audiencia de Quito

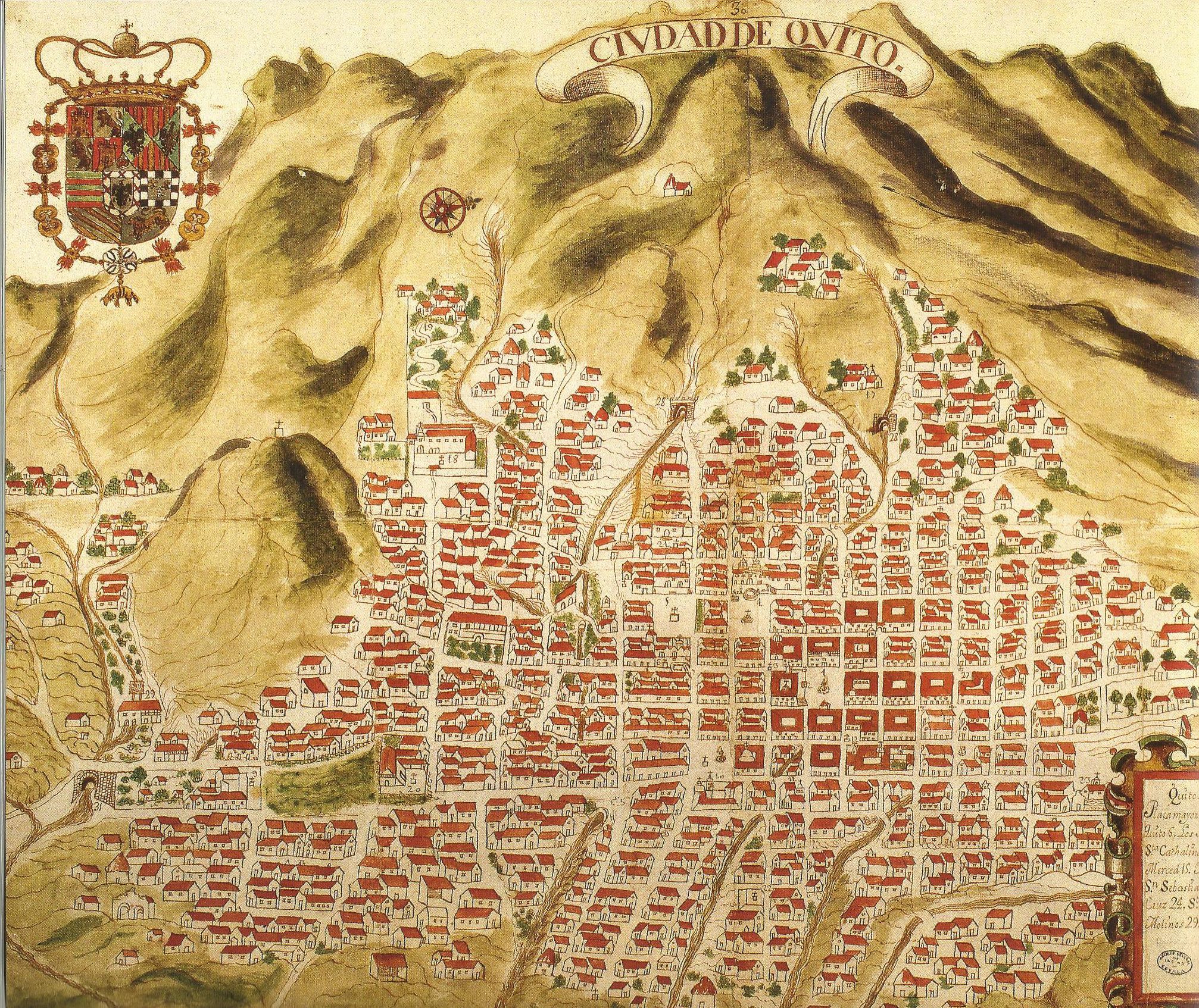
Plano de Quito, creado por Dionisio Alcedo y Herrera

En recompensa de sus servicios en 1728 regresa a Perú y es elevado a presidente de la Real Audiencia de Quito en ese mismo año; en el tiempo que estuvo en el cargo colaboró con la expedición científica dirigida por Charles Marie de La Condamine en la que participaban Antonio de Ulloa y Jorge Juan. 
Durante su gobierno solicitaria a Jacinto Morán de Butrón que realice una historia de la Audiencia de Quito y que presentó Alcedo como si fuera de su autoría. Posteriormente a través de los estudios historiográficos se ha puesto en duda la autoría de Dionisio del Compendio histórico de la Provincia de Guayaquil, ya que probablemente lo presentó como si fuera su obra propia cuando lo enviaron a Europa en 1791. Butrón fue un religioso que había nacido en Guayaquil y además había sido solicitado escribir la biografía de Mariana de Jesús debido a su gran habilidad como escritor y teólogo que lo habían hecho destacar en la Compañía de Jesús. Sin embargo, esto no quita mérito al resto de la obra de Dionisio quien por su afición a la geografía había recopilado una gran cantidad de datos sobre los reinos de España en América durante sus viajes, lo que permitió a su hijo, Antonio de Alcedo publicar su magna obra, el Diccionario geográfico-histórico en cinco tomos. Una verdadera enciclopedia que hizo honor a las aficiones de su padre, Dionisio.
El historiador Enrique Ayala Mora resume el carácter de su presidencia entre 1728 y 1736 como el prototipo de funcionario borbónico que hizo esfuerzos por reformar la administración y controlar al poder privado y la Iglesia, especialmente el relajamiento del clero.

### Gobernador de Panamá
Abandonó su cargo en 1736 y cuatro años más tarde fue nombrado capitán general de Tierra Firme. Entre 1743 y 1749 fue gobernador de Panamá. En 1742 defiende Portobelo de un ataque británico al mando del almirante Vernon con el desembarco de tropas al mando de Thomas Wentworth con la intención de ocupar dicha ciudad. El ataque es rechazado con un número considerable de bajas por parte del lado británico, y repelido con facilidad, en una de las últimas operaciones de la Guerra del Asiento. No tuvo mucha suerte en su nuevo nombramiento, ya que sería acusado y procesado varias veces por irregularidades administrativas y por su tolerancia con el contrabando, así que tuvo que volver a España con su hijo, el que sería militar, geógrafo e historiador Antonio de Alcedo en 1752. Desde ese momento se dedicó a la escritura, recogiendo en varias obras sus conocimientos sobre el mundo americano que sirvieron también a su hijo. En abril de 1763 presentó al rey una Descripción de los Tiempos de España en el decimo octavo siglo. Memorial del glorioso Reynado del S.D. Phelipe V.

### Publicación del memorial informativo
En 1725 escribió el Memorial informativo sobre diferentes puntos tocantes al estado de la Real Hacienda, y del Comercio, justificando las causas de su descaecimiento, y pidiendo las providencias para aumentar la prosperidad de los comercios entre España y las Indias. Varios años más tarde, en 1740, publica en Madrid su Aviso histórico, político, geográfico con las noticias más particulares del Peru, Tierra-Firme, Chile y Nuevo Reyno de Granada... y razón de todo lo obrado por los ingleses en aquellos Reynos. Al año siguiente, en 1741, apareció su última obra publicada: Compendio histórico de la provincia, partidos, ciudades, astilleros, ríos y puerto de Guayaquil. Ya en Madrid, desposeído de sus cargos, intentó ganarse de nuevo la confianza de los monarcas, para quienes escribía breves memoriales avisando sobre diferentes puntos tocantes al comercio con América, materia en la que era un gran experto.

## La colección americanista en la Real Biblioteca

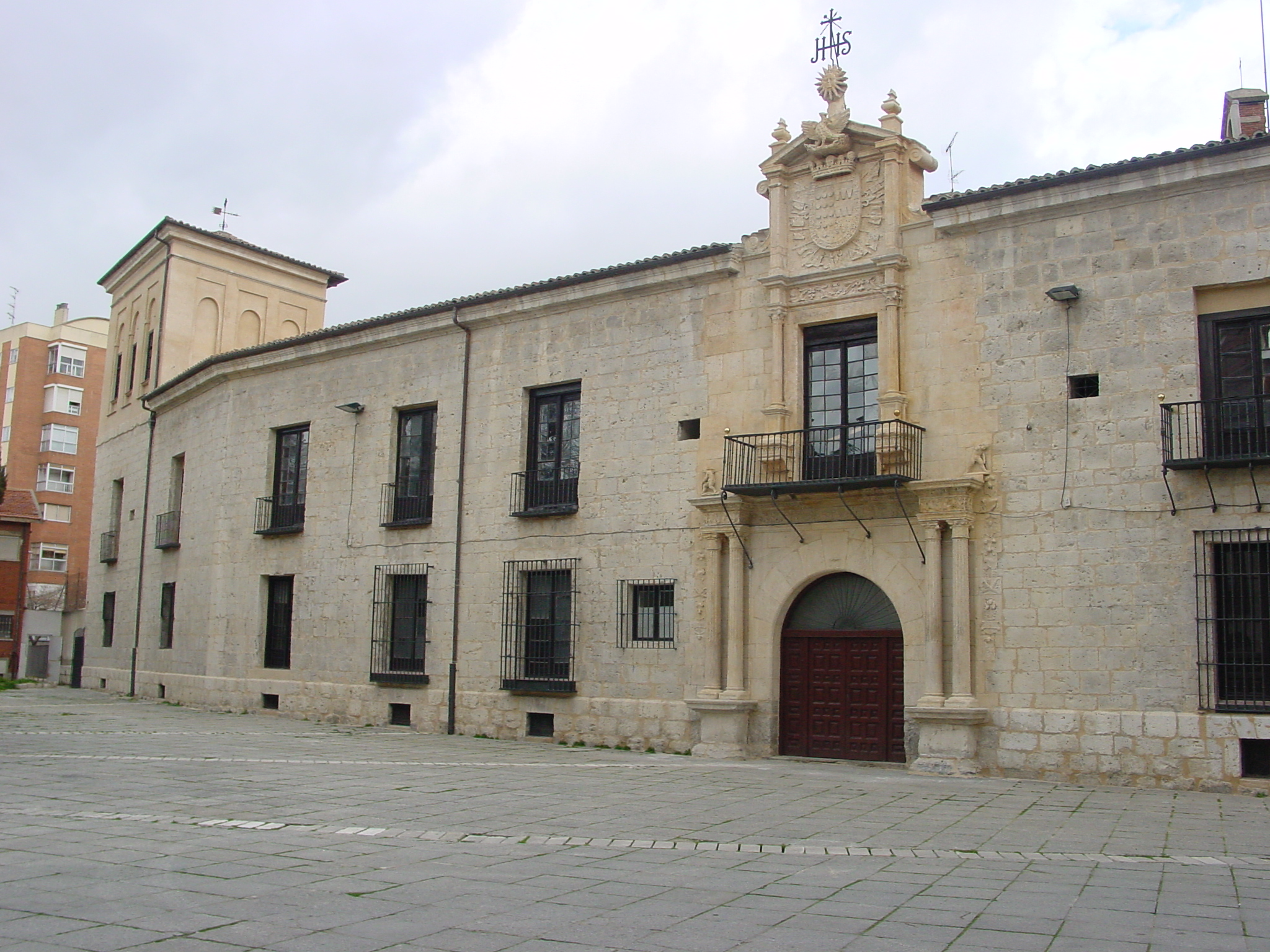
Palacio del Conde de Gondomar en Valladolid. La biblioteca estaba distribuida en cuatro salas del piso bajo del ala oeste.

Por Real Orden de 20 de febrero de 1807 se ordena que ingrese en la Real Biblioteca diversa documentación americanista. Se sabe que por dicha disposición entra en la librería palatina la colección Areche, de José Antonio de Areche (1731-1798), y se cree que tiene el mismo origen la de Alcedo, hoy presente en el palacio madrileño. Ingresaron junto a la muy voluminosa de Manuel José de Ayala, al proceder dichos fondos de la antigua Secretaría de Estado y del Despacho Universal de Indias, que existió como tal desde 1754 a 1787, cuando se desdobla en dos, Secretaría de Gracia y Justicia de Indias y Secretaría de Hacienda de Indias, hasta 1790. De entonces a 1812 no existe una Secretaría privativa para América pues los documentos se tramitan por negociados de otras Secretarías. Pero desde principios del XIX se ve la necesidad de un órgano de nueva planta, por lo que la documentación anterior pasó así a la Corona directamente por la indicada Real Orden de 20 de febrero de 1807 y, por fin, desde 1812 se crea la Secretaría de Gobernación de Ultramar, de nueva planta. En 1807, en la Real Biblioteca, era bibliotecario Félix Amat, tras la muerte, en 1806, de Fernando Scio de San Miguel. Amat era abad de san Ildefonso y confesor real.
A lo largo de su labor de gobierno en Indias, Alcedo dejó expresados en sus escritos diversos criterios de actuación según su experiencia, así, sobre el contrabando en la Descripción de las costas occidentales de la América Meridional y modo de hacer en ellas el contrabando las naciones extranjeras, en RB, II/2817, ff. 177-191, que pertenece hoy sin embargo a la referida colección de Manuel José de Ayala (1728-1805), archivero del Consejo de Indias y grafómano impenitente que copió enorme cantidad de documentos relativos a América y no solo a ella. 
Era Alcedo escritor de pluma fácil y tras retirarse de la vida pública plasmó por escrito sus reflexiones sobre América. En 1740 publicó en Madrid un Aviso histórico, político, geográfico del Perú y al año siguiente un Compendio histórico de la provincia de Guayaquil. Tras verse postergado intentó llamar la atención de los monarcas con breves memoriales sobre el comercio con Indias. Todavía en 1763 escribió una Descripción de los Tiempos de España, centrada en el reinado de Felipe V, donde volvía a incidir en cuestiones de comercio.
Sus textos han sido editados en el siglo XX, como la Descripción geográfica de la Real Audiencia de Quito (Madrid, 1915), o también la  Descripción de los tiempos de España (Madrid, 2005). Se ocupó asimismo de la importante cuestión de la piratería, por lo que los estudiosos de ella editaron sus escritos ya en el XIX. Por ello, nunca fue un autor americanista olvidado del todo y fue recuperado a principios del XX, a partir sobre todo de la edición de la Hispanic Sociey of America de su Descripción de la Audiencia de Quito, aparecida en Madrid en 1915. En cuanto a manuscritos, se hallan en la Real Biblioteca sus Papeles varios sobre su actividad en Indias, y una recopilación de Reales Órdenes sobre el trato ilícito con extranjeros en América, todo ello en originales. También como decimos, en la voluminosa colección Ayala hay copias de sus escritos, como el Aviso histórico político y geográfico de la América Meridional, que hizo en 1752, y la Continuación del comento anual, histórico, político y geográphico y de la América septentrional distinguida con el renombre de Nueva España, que ocupa un manuscrito entero de los de Ayala, fue realizado en 1771 y posee una detallada explicación del estado de las Islas Malvinas al momento de la entrega de la colonia a los españoles por parte de Louis Antoine de Bougainville y de los intentos de los ingleses por hacerse con el control del archipiélago.
La colección Alcedo no es amplia en piezas pero es muy significativa por la relevancia de las materias tratadas y ser fruto de una interesante labor de gobierno de uno de los burócratas españoles en Indias más destacados de la primera mitad y mediados del XVIII.

## Listado de obras
- Comento anual geographico, y histórico de las guerras del presente siglo en el Europa y en la América Tratado de Pazes en los Congresos de Utrecht el año de 714, en el Aquisgrán el de 748, y en el de Versalles el año de 763. 1770
- Descripción de los Tiempos de España en el decimo octavo siglo. Memorial del glorioso Reynado del S.D. Phelipe V (que goce de Dios), y su continuacion en el del S.D. Carlos III el feliz (que Dios porspere y guíe): Relacion à los progresos y Estado actual de los Comercios de estos Reynos, con los de las Yndias, y su descaecimiento, por la defraudacion, y Yntroduccion de los de las Naciones extranjeras, en contravencion de los más firmes y solemnes Tratados... Escrita con motivo de estarse Tratando en Congreso la Negociacion de poner sobre un pie igualmente ventajoso los Comercios de los Subditos de las Tres Potencias, Catholica, Christianissima, y Britanica. Manuscrito original datado en Madrid, abril de 1763. Se dirigía al Marqués de San Juan, Presidente del Real y Supremo Consejo de Indias.
- Piraterías y agresiones de los ingleses y de otros pueblos de Europa en la América española desde el siglo XVI al XVIII deducidas de las obras de D. Dionisio del Alsedo y Herrera, publícalas D. Justo Zaragoza. Madrid, Imprenta de Manuel G. Hernández, 1883.
- Memorial informativo sobre diferentes puntos de la real hacienda y del comercio (1720)
- Aviso histórico, político, geográfico, con las noticias más particulares del Perú, Tierra-Firme, Chile y Nuevo Reino de Granada (1740)
- Aviso Histórico, Político y Geográfico en relación a los sucesos del año 1567 al año 1739
- Compendio histórico de la provincia, partidos, ciudades, astilleros, rios, y puerto de Guayaquil en las costas de la Mar del Sur . . .. (Madrid, 1741)
- Descripción Geográfica de la Real Audiencia de Quito. Con prólogo y notas de C.A. González Palencia. A expensas de la Hispanic Society of America. (Madrid, 1915)